# Der Strom (1951)
Der Strom ist ein in Indien gedrehter und dort spielender US-amerikanischer Liebesfilm von Jean Renoir mit britisch-indischer Besetzung.

## Handlung
Der Film wird aus der Rückschau von der Tagebuch schreibenden 14-jährigen Harriet, einer jungen Engländerin mit schriftstellerischen Ambitionen, erzählt. Sie verbringt eine sorglose Kindheit und Jugend mit ihren Eltern und den fünf Geschwistern (darunter nur ein Junge namens Bogey) im ostindischen Bengalen. Hier führt ihr Vater als Manager eine Jutefabrik. Man lebt hochherrschaftlich in einem feudalen Haus, das direkt am Ufer des Ganges, dem titelgebenden Strom, steht. Die Kinder sind fasziniert von der exotischen Welt ihres Heimatlandes; so will beispielsweise Bogey von einem Einheimischen unbedingt lernen, wie man als Schlangenbeschwörer Kobras mit dem Flötenspiel lockt. Harriets engste Vertraute in jener Zeit ist die etwas ältere Valerie, wie sie Engländerin, die kurz vor dem Eintritt in das Erwachsenenalter steht und die Tochter des Jutefabrikbesitzers ist. Mit der Ankunft von Melanie John, der Tochter eines Engländers und seiner mittlerweile verstorbenen, indischen Ehefrau, taucht eine weitere Freundin auf. Melanie zeugt aber auch von den tagtäglichen Schwierigkeiten, zwischen zwei Kulturen zu leben.
Eines Tages taucht am Strom ein Amerikaner namens Captain John auf, ein Offizier mit einer Beinprothese. Der Captain hatte in dem nur wenige Jahre zurückliegenden Zweiten Weltkrieg sein Bein verloren und ist nach Indien gereist, um sich auf Sinnsuche zu begeben und ein neues Ziel für sein restliches Leben zu finden. Alle drei Mädchen verlieben sich (mehr oder minder) in diesen schmucken, charmanten und ihnen begehrenswert erscheinenden Mann, der eine Magie auf die Damenwelt auszuüben scheint. Gemeinsam laden Harriet, Melanie und Valerie Captain John zum Lichterfest Diwali ein. Harriet fasst bald so viel Vertrauen zu dem ihr eigentlich fremden Mann, dass sie ihm sogar ihr Tagebuch zeigt. Um seine ganze Aufmerksamkeit zu erlangen (und um ihn wohl auch ein wenig von Valerie und Melanie loszueisen), versucht Harriet den um einiges älteren Mann sogar mit ihren Kenntnissen über den Hinduismus zu beeindrucken und erzählt ihm eine Geschichte aus dieser ihr bekannten Welt. Captain John verhält sich höflich und wie ein Gentleman, zeigt aber darüber hinaus kein Interesse an Harriet.
Erst die nahezu volljährige Valerie weiß den Amerikaner zu „knacken“. Bei einem romantischen Stelldichein am Ganges-Ufer kommt es zwischen den beiden zu einem zärtlichen Kuss, den Harriet, die John nach dem Diwali-Fest heimlich gefolgt ist, beobachtet. Für Harriet bricht nun eine Welt zusammen, zumal unmittelbar zuvor auch noch ihr Bruder Bogey auf tragische Weise sein Leben lassen musste. Da sich Harriet an dessen Tod mitverantwortlich fühlt, verliert sie bald jeden Lebensmut. Sie läuft von daheim fort und beabsichtigt, sich in den Ganges-Fluten zu ertränken. Ihr mit einem Segelboot unternommener Selbstmordversuch – sie versucht sich selbst mitsamt Boot in einer Flussströmung zu versenken – scheitert jedoch, da der Freund ihres toten Bruders sie das Skiff entwenden sah, und sie wird von Fischern gerettet. An Land kann Harriet durch Wiederbeatmung ins Leben zurückgeholt werden.
Captain John zeigt sich derweil am ehesten an der Halbinderin Melanie interessiert, der reifsten unter den drei Mädchen. Doch es gibt Missverständnisse, bedingt durch die kulturellen Unterschiede und Captains Johns bisweilen anmaßende Attitüde, die einen Bruch zur Folge haben. Trotz so mancher Enttäuschung erfährt jedoch jedes der Mädchen durch die Begegnung mit Captain John eine innere, sie reifende Wandlung, und auch der Mann kommt am Ganges zu neuen, tiefergehenden Erkenntnissen, als er Indien wieder verlässt. Den an sie gerichteten ersten Brief lesen die jungen Frauen gemeinsam, und zur gleichen Zeit wird im Haus von Harriets Eltern neues Leben geboren. Die Familie bekommt wieder ein Mädchen, nunmehr das sechste.

## Produktionsnotizen
Der Strom, eine Mischung aus farbenprächtiger Indiendokumentation und Coming-of-Age-Geschichte, entstand 1949/50 in Indien und war der technisch wohl aufwendigste Film, den Jean Renoir je gedreht hat. Die Uraufführung fand am 10. September 1951 in New York City statt, die französische Erstaufführung war am 19. Dezember 1951. In Deutschland war Der Strom erstmals am 21. November 1952 sehen, in Österreich am 23. Januar 1953.
Die filmtechnischen Bauentwürfe stammen aus der Hand von Eugène Lourié und wurden vor Ort von dem Inder Bansi Chandragupta umgesetzt. Satyajit Ray war einer von mehreren Regieassistenten Renoirs und hat nach eigenem Bekunden von Renoirs Indien-Film viel für seine spätere Inszenierungskunst gelernt. Die Sitar-Musik für ein Solostück steuerte der gerade erst 19-jährige Subrata Mitra bei, Rays späterer Stammkameramann.

## Auszeichnungen
Der Film erhielt mehrere Auszeichnungen:
- 1951: Internationaler Preis an Jean Renoir bei den Filmfestspielen von Venedig und Nominierung für den Goldenen Löwen
- 1951: NBR Award (USA) für den besten ausländischen Film

## Kritiken
„Farbtolle Symphonie von Fluß-, Tempel- und Frühlingsaufnahmen, mit denen der französische Regisseur Jean Renoir eine Zeigefinger-Geschichte von erstem Liebesglück und -leid baut. Mit bacchantischen Szenen hinduistischer Opferfeste und Renoirs großer Entdeckung, der Tänzerin Radha. Der 57jährige Renoir nannte den Film ‚meinen Tribut an Indien, wo ich neu geboren wurde‘.“

Reclams Filmführer urteilte: „Der erste Farbfilm Renoirs stellt ein psychologisches Kammerspiel in eine fremde, exotische Welt, die er liebevoll schildert. Die stets wiederkehrenden Bilder des Stroms, der Schiffe, der Menschen, die an seinem Ufer wohnen, sind dabei wohl mehr als nur dekorativer Zierat. Ähnlich wie der Held des Films suchte Renoir offenbar in Indien eine verlorengegangene Harmonie; und seine Suche ist nicht ohne naive Romantik.“

„In Indien drehte er [Renoir] mit Neffe Claude eine sehr stimmungsvolle, lyrische Geschichte vom Leben, der Liebe und dem Tod am Ganges in Bengalen (‚Der Strom‘), die in seinem stimmigen, ruhigen, rhythmischen Erzählfluß und seiner mitunter berauschenden Atmosphäre an seine besten Filme in den 30er Jahren erinnert.“

„Drei heranwachsende Mädchen in einer kleinen britischen Gemeinde am Ganges erleben, jede auf ihre Art, die erste Liebe zu einem kriegsverletzten Offizier, der am Ende abreist, ohne sich für eine von ihnen zu entscheiden. Ein poetisches Werk, dessen hervorragende Kameraarbeit den Strom als ein Symbol des Lebens in die dramatische Handlung einbezieht. Satyajit Ray, der bei den Dreharbeiten assistierte, wurde durch den Stil Renoirs in seiner eigenen Arbeit beeinflußt.“

Frieda Grafe schreibt: „Filmfarbe bei Renoir, im Unterschied zur Malerei, bleibt der Materie verbunden, und so wird das Kino ein Weg zurück zur Natur.“ Die halbdokumentarischen Szenen seien voller indischer Farben. Ihr Beobachten von Tanz, Musik und Farbe stehe im Gegensatz zu „Geschichte und Handlung“ des Filmes. „Action ist die Geißel der westlichen Welt, forcierte Bewegung“, und zumindest in den halbdokumentarischen Szenen könne er diese „links liegen lassen“.

„Immens bewegende, lyrische Adaption von Rumer Goddens Roman über englische Kinder, die in Bengalen aufwachsen. Einer der großen Farbfilme, ein totaler Triumph für Kameramann Claude und Regisseur Jean Renoir.“

„Eine leichtgängige und überraschende Arbeit von diesem Regisseur, hervorragend beobachtet und ein Vergnügen, anzuschauen, aber von der Dramatik her sehr dünn.“